# Lusitânia FC
El Lusitânia FC es un equipo de fútbol de Portugal que a partir de la temporada 2025-26 jugará en la Segunda Liga, la segunda categoría del Fútbol en Portugal.

## Historia
Fue fundado en el año 1924 en la ciudad de Lourosa y han cambiado de emblema en varias ocasiones. Su primer diseño era muy similar al del Os Belenenses hasta que el pueblo comenzó a asociar a sus jugadores como Leones, así que en su emblema aparece un león, el cual está en su emblema actual. Nunca han jugado en la Primeira Liga.

## Uniforme
| 2022 | 2022 |  |

## Palmarés
- Terceira Liga: 1

2024/25
- Liga Regional de Aveiro: 1

2017/18